# Spiegare i miracoli
Spiegare i miracoli. Interpretazione critica di prodigi e guarigioni miracolose è un saggio scritto dal chirurgo e scrittore Maurizio Magnani, pubblicato per la prima volta nel 2005.
Il libro narra di molti supposti eventi prodigiosi del passato, da quelli storici fino alla cronaca recente, seguendo un approccio scettico. Applica costantemente le procedure d'indagine tipiche del metodo scientifico.
Per capire lo spirito indagatore che percorre tutto il libro, si riporta la parte conclusiva del capitolo 6:
(Maurizio Magnani, Spiegare i miracoli)
L'autore conduce il lettore lungo un percorso critico, che, se non ha come obiettivo quello di gettare fango sulla fede nei miracoli, si interroga tuttavia in modo costruttivo sulle altre possibili motivazioni di questi fenomeni. Propone una spiegazione scientifica di alcuni fenomeni, con l'intenzione dichiarata di smascherare alcuni grossolani errori del passato e si interroga su alcune presunte "reticenze" (in particolar modo religiose) del presente.

## Capitoli
Il libro, che contiene una prefazione di Piergiorgio Odifreddi, è suddiviso in un'introduzione, seguita da sei capitoli e da una appendice:
- Introduzione - Da che parte stare

1. Breve storia dei miracoli
2. Che cos'è un miracolo
3. La scienza e i miracoli
4. I miracoli di natura non medica o non di guarigione
5. I miracoli di guarigione
6. Le guarigioni straordinarie

- Appendice

## Un estratto
(Dalla prefazione di Piergiorgio Odifreddi)

## Edizioni
- Maurizio Magnani, Spiegare i miracoli - Interpretazione critica di prodigi e guarigioni miracolose, collana Nuova Biblioteca Dedalo - La scienza è facile, Bari, Dedalo, 2005,  p. 296, ISBN 88-220-6279-5.